# Christoph Bernhard Schlüter

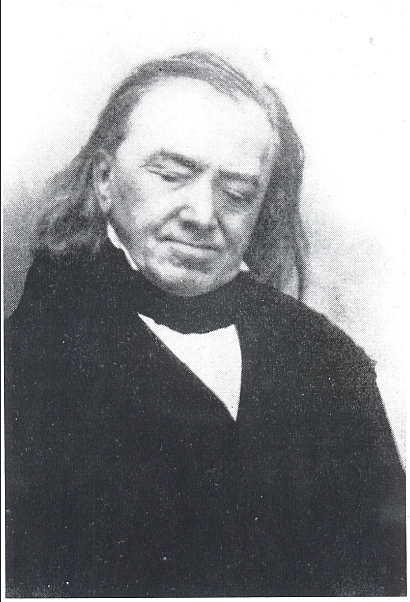
Christoph Bernhard Schlüter

Christoph Bernhard Schlüter (ur. 27 marca 1801 roku w Warendorf; zm. 4 lutego 1884 roku Münster (Westfalia)) –
niemiecki poeta, tłumacz i filozof. Był przyjacielem pisarki Annette von Droste-Hülshoff i poetki Luise Hensel.